# Liste der Bodendenkmäler im Kreis Lippe

Kreis Lippe

Die Liste der Bodendenkmäler im Kreis Lippe umfasst:
- Liste der Bodendenkmäler in Augustdorf
- Liste der Bodendenkmäler in Bad Salzuflen
- Liste der Bodendenkmäler in Barntrup
- Liste der Bodendenkmäler in Blomberg
- Liste der Bodendenkmäler in Detmold
- Liste der Bodendenkmäler in Dörentrup
- Liste der Bodendenkmäler in Extertal
- Liste der Bodendenkmäler in Horn-Bad Meinberg
- Liste der Bodendenkmäler in Kalletal
- Liste der Bodendenkmäler in Lage
- Liste der Bodendenkmäler in Lemgo
- Liste der Bodendenkmäler in Leopoldshöhe (keine Bodendenkmäler)
- Liste der Bodendenkmäler in Lügde
- Liste der Bodendenkmäler in Oerlinghausen
- Liste der Bodendenkmäler in Schieder-Schwalenberg
- Liste der Bodendenkmäler in Schlangen